# Lovely Rita
Lovely Rita (Lennon/McCartney) är en låt av The Beatles från 1967.

## Låten och inspelningen
Beatles behövde fyra olika tillfällen (23 – 24 februari samt 7 och 21 mars) för att färdigställa denna strukturellt ganska enkla låt. Texten bygger på Paul McCartneys verkliga möte med kvinnlig parkeringsvakt vid namn Meta Davis och låten är en godmodig satir över den uniformerade överheten med inslag av kärlek och sexualitet. Låtens många tagningar berodde på att man jobbade med att få det exakt rätta ljudet, till exempel på det piano som George Martin trakterade. Låten kom med på LP:n Sgt. Pepper's Lonely Hearts Club Band, som utgavs i England och USA 1 juni respektive 2 juni 1967.